# Xã Barnett, Quận Van Buren, Arkansas
Xã Barnett (tiếng Anh: Barnett Township) là một xã thuộc quận Van Buren, tiểu bang Arkansas, Hoa Kỳ. Năm 2010, dân số của xã này là 786 người.